# 新生銀行カードローン レイク
 新生銀行カードローン レイク（しんせいぎんこうカードローン レイク）は、株式会社新生銀行のカードローン商品。

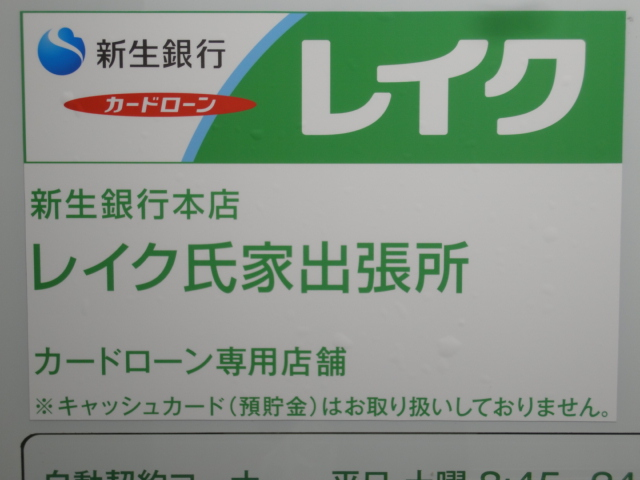
新生銀行レイク出張所（自動契約コーナー）の店名標識
レイク氏家出張所 栃木県さくら市卯の里

## 概要
2008年に買収したGEコンシューマー・ファイナンス株式会社（2009年に新生フィナンシャルへ社名変更）が行っている消費者金融「レイク」について、2011年10月1日から「レイク」の商標や店舗網（自動契約機・ATM）・人員を譲受し、新生銀行（現在のSBI新生銀行）のカードローン商品として新規展開することを2011年6月22日に発表した。新生フィナンシャルの「レイク」では貸金業者として貸金業法の規制（総量規制など）を受けるが、銀行カードローンでは銀行法での貸付となるため総量規制の対象外となる。また、消費者金融業界に対するテレビCM出稿の規制を受けないなど営業の自由度が拡がる利点がある。なお、新生銀行がアプラスの保証で取り扱っていた当座貸越契約型の「新生銀行スマートカードローン」は新規申込を2011年9月13日で終了した。

消費者金融のブランドと融資事業を銀行が譲り受けるのは、日本においては楽天カード（旧:楽天クレジット←あおぞらカード）のマイワンをイーバンク銀行（現:楽天銀行）へ移管した先行事例があるが、店舗（自動契約コーナー）ごと譲渡するのは初となる。
同年10月1日付けで新生銀行社内に「コンシューマーファイナンス本部 レイク事業部」を設置し、新生フィナンシャルから事業譲受を受けて新規募集を開始した。
従来の「レイク」店舗（サラ金ビルやロードサイドにある自動契約機・レイクATM。譲渡時点で有人店舗は存在しない）は「XX自動契約コーナー」から「新生銀行 本店 レイクXX出張所」へ変更され、名目上、新生銀行の拠点が全都道府県に進出したことになった。なお、個人向け業務（住宅ローン等を含む）を統括する「リテールバンキング本部」とは並列した組織となっている。
2018年4月以降、新規申込は停止されており、2019年11月28日に「新生銀行カードローン エル」に改称された。
カードの名称は「新生Lカード（SHINSEI L CARD）」であり、新生銀行のキャッシュカード（スカイブルー系）デザインに「L」の文字を全面に並べた独自のレイアウトとなっている。カード番号の形態は新生フィナンシャルを引き継ぎ、新生銀行の普通預金口座とは異なる7桁となっている。

### 新生フィナンシャル契約者の取り扱い
「新生銀行カードローン レイク」開始日以前に、新生フィナンシャルの「レイク」で契約した者は、「新生フィナンシャル カードローン」に商品名称が変更されて同社との契約が継続される形態となり、契約は新生銀行へは移管されない。また、新生フィナンシャルでは同ローンなどの既存契約者を対象とした消費者金融業と、「新生銀行カードローン エル」など銀行の個人向けローン商品の保証業務の二本柱で事業継続していくことになる。

### 自動契約機コーナー・ATMの取り扱い
自動契約機コーナーにある自動契約機での手続きと「レイクATM」は、現状、新生銀行カードローン エルの「新生Lカード」とレイクALSA、新生フィナンシャル カードローン（旧レイク）、新生フィナンシャルから引き継いだシンキ（NO LOAN）の取引のみ利用できる。形態上は銀行店舗（無人出張所）となっているが、レイクATMではLカードとNO LOANカード以外の取引（新生銀行キャッシュカードを含む）はできない。

### 「レイク」ブランドの再構成
2017年12月21日、新生銀行は無担保カードローンの事業戦略の見直しを発表した。新生銀行本体で行う無担保カードローンを2015年に開始した「新生銀行スマートカードローン プラス」に一本化し、「新生銀行カードローン レイク」の新規契約は2018年3月末で終了した。また2018年4月より「新生フィナンシャル カードローン」の名称を「レイクALSA」に改めた。結果的に、2011年10月の「レイク」ブランド移行前の状態に復することになった。2019年11月に「新生銀行カードローン レイク」の名称を「新生銀行カードローン エル」に改称。2023年1月に「レイクALSA」の名称を「レイク」へ改称され、4年9ヶ月ぶりに元の名称に戻ることとなった。

## ロゴマーク
黒文字の「新生銀行カードローン」に、緑の「L」と「エル」を組み合わせたデザイン。
新生銀行カードローン レイク時代のロゴは、前身（新生フィナンシャルおよび1998年まで存在したレイク（株式会社エル）から使われてきた緑の背景に白抜きの「レイク」を踏襲し、新生銀行のロゴタイプを上部に配した「新生銀行 レイク」と、横幅を広げて左端に4分の1程度の白地のスペースを設け、2行表記で「新生銀行 カードローン」のロゴマークを配置されたものの2パターンが存在した。
なお、「レイク」書体の角部分がわずかに丸みを帯びたものにマイナーチェンジされた。

## CM
※太字は新生フィナンシャル時代のレイクから踏襲している人物・項目。

### イメージキャラクター
| 起用期間                | メインキャラクター | サブキャラクター |
| ----------------------- | ------------------ | ---------------- |
| 2011年10月 - 2012年11月 | 山田優             |                  |
| 2012年11月 - 2015年1月  | 菜々緒             |                  |
| 2015年2月 - 2016年8月   | AKB48              |                  |
| 2016年9月 - 2018年3月   | 上地雄輔 朝比奈彩  |                  |
| 2018年10月 - 2022年6月  | 滝藤賢一 筧美和子  |                  |
| 2022年6月 -             | 千鳥               |                  |

### 2018年3月以前の提供番組
★印はレイクアルサに移行して、スポンサーを継続。
- 日本テレビ系列
  - Going!Sports&News（隔日）★
  - 日曜ドラマ（日本テレビ系列）★
  - ダウンタウンDX（読売テレビ制作）

- テレビ朝日系列
  - マツコ&有吉の怒り新党（現在は終了）
  - 金曜★ロンドンハーツ
  - 金曜ナイトドラマ
  - 初めて○○やってみた（現在は終了）

- TBS系列
  - 水曜日のダウンタウン★

- フジテレビ系列
  - とんねるずのみなさんのおかげでした（現在は終了）
  - アウト×デラックス
  - ダウンタウンなう★
  - 土曜プレミアム★
  - さんまのお笑い向上委員会★
  - Mr.サンデー（フジテレビ・カンテレ共同制作）